# Dorysarthrus alfierii
Dorysarthrus alfierii är en insektsart som beskrevs av De Bergevin 1924. Dorysarthrus alfierii ingår i släktet Dorysarthrus och familjen Dictyopharidae. Inga underarter finns listade i Catalogue of Life.